# Eunereis wailesi
Eunereis wailesi är en ringmaskart som först beskrevs av Miles Joseph Berkeley 1954.  Eunereis wailesi ingår i släktet Eunereis och familjen Nereididae. Inga underarter finns listade i Catalogue of Life.